# ایکچوکوو اوچه
ایکچوکوو اوچه (انگلیسی: Ikechukwu Uche؛ زادهٔ ۵ ژانویهٔ ۱۹۸۴) بازیکن فوتبال اهل نیجریه است.
از باشگاه‌هایی که در آن بازی کرده‌است می‌توان به باشگاه فوتبال رئال ساراگوسا، باشگاه فوتبال مالاگا، باشگاه فوتبال تیگرس اونال، باشگاه فوتبال رکریتیوو اوئلوا، باشگاه خیمناستیک تاراگونا، باشگاه فوتبال ختافه، باشگاه فوتبال ویارئال، و باشگاه فوتبال گرانادا اشاره کرد.
وی همچنین در تیم ملی فوتبال نیجریه بازی کرده‌است.